# رويال ليونارد
رويال ليونارد (بالإنجليزية: Royal Leonard)‏ هو طيار أمريكي، ولد في 3 أبريل 1905 في ويسكونسن في الولايات المتحدة، وتوفي في 21 يونيو 1962 في لوس أنجلوس في الولايات المتحدة.